# Боба и слон
«Боба и слон» — советский полнометражный цветной художественный фильм для детей, поставленный на киностудии «Ленфильм» в 1972 режиссёром Аугустом Балтрушайтисом.

## Сюжет
Пятилетний мальчик Боба проводит время в зоопарке, где его мама продаёт мороженое. Его дружбе со слоном завидует дочь служителя зоопарка, Марина. И ей удаётся убедить Бобу, что все игры слона — его собственные забавы. После этого Боба к слону не приходит.
Когда вечером посетители разошлись, слон отправляется искать своего маленького друга в город, вызывая своим появлением смятение у жителей. Вернуть слона обратно в зоопарк удаётся только Бобе с Мариной.

## В ролях

### В главных ролях
- Денис Кучер — Боба
- Арина Аракелова — Марина
- Гелий Сысоев — служитель зоопарка, отец Марины
- Ирина Куберская — мама Бобы, продавщица мороженого в зоопарке
- Георгий Штиль — Игорь Аркадьевич, директор зоопарка
- Юрий Соловьёв — капитан-танкист

### В ролях
- Борис Аракелов — лейтенант милиции
- Елена Андерегг — бабушка Бобы
- Татьяна Бузян — эпизод
- Лилия Гурова — женщина в очереди
- Герман Колушкин — водитель фуры
- Владимир Костин — милиционер
- Борис Лёскин — главный администратор цирка
- Александр Липов — милиционер на мотоцикле
- Алексей Смирнов — водитель поливальной машины
- Анатолий Степанов — милиционер, дежурный в отделении
- Аркадий Трусов — сторож в зоопарке
- Любовь Тищенко — билетёрша
- Олег Хроменков — водитель самосвала

## Съёмочная группа
- Автор сценария — Виктор Голявкин
- Режиссёр-постановщик — Аугуст Балтрушайтис
- Главный оператор — Николай Строганов
- Художник-постановщик — Лариса Шилова
- Композитор — Станислав Пожлаков
- Звукооператор — Арнольд Шаргородский
- Режиссёр — Ольга Баранова
- Оператор — А. Горбоносов
- Текст песен — Глеба Горбовского
- Редактор — Никита Чирсков
- Художник по костюмам — Л. Дудко
- Грим — Г. Вдовиченко
- Монтаж — Татьяны Пулиной
- Дрессировщик слона — Борис Баранов
- Ассистенты:
  - режиссёра — Б. Манилова, В. Кравченко
  - оператора — К. Тихомиров
- Комбинированные съёмки:
  - Оператор — Дмитрий Желубовский
  - Художник — В. Соловьёв
- Ленинградский государственный концертный оркестр
под управлением — Анатолия Бадхена
- Директор картины — Андрей Лавров

## Музыка в фильме
- В фильме звучит песня «Розовый слон» (муз. Станислав Пожлаков на стихи Глеба Горбовского) в исполнении Димы и Иры Кирюхиных.

Где баобабы вышли на склон,

Жил на поляне розовый слон.

Может и был он чуточку сер,

Обувь носил он сотый размер…

- В радиоэфире зоопарка звучит песня «Топ-топ» (также на музыку С. Пожлакова) в исполнении Майи Кристалинской.

## Песня «Розовый слон»
Песня «Розовый слон», написанная для фильма Станиславом Пожлаковым на стихи Глеба Горбовского, после выхода фильма приобрела особую популярность. Она вошла в репертуар многих детских вокальных коллективов, рекомендуется к прослушиванию на уроке литературного чтения в младших классах при изучении творчества Глеба Горбовского.
Эстрадным исполнителем песни стал Евгений Осин. Песня «Розовый слон» вошла в его альбом 2001 года «Бублик и батон». Песня входила в репертуар Елены Дриацкой.

## Факты
- В фильме снимался питомец Ленинградского зоопарка африканский слон Бобо (единственный африканский слон, содержавшийся в этом зоопарке за всю его историю)[5]. Слон снялся также в фильмах «Сегодня — новый аттракцион», «Старожил» и других[5]. По воспоминаниям художника Владимира Светозарова, во время всего съёмочного периода Бобо жил на Ленфильме, гулял в садике киностудии и был всеобщим любимцем[1].
- В 1975 году ленинградским издательством «Детская литература» была издана киноповесть В. Голявкина «Боба и Бобоша» по мотивам сценария фильма с иллюстрациями Светозара Острова (тираж — 150 000 экземпляров)[6].